# داور (فلوریدا)
داور (به انگلیسی: Dover) یک حوزه سرشماری در ایالات متحده آمریکا است که در شهرستان هیلزبرو، فلوریدا واقع شده‌است. داور ۶٫۹ کیلومتر مربع مساحت و ۳٬۷۰۲ نفر جمعیت دارد و ۳۱ متر بالاتر از سطح دریا قرار دارد.